# Bogserbåten Tom

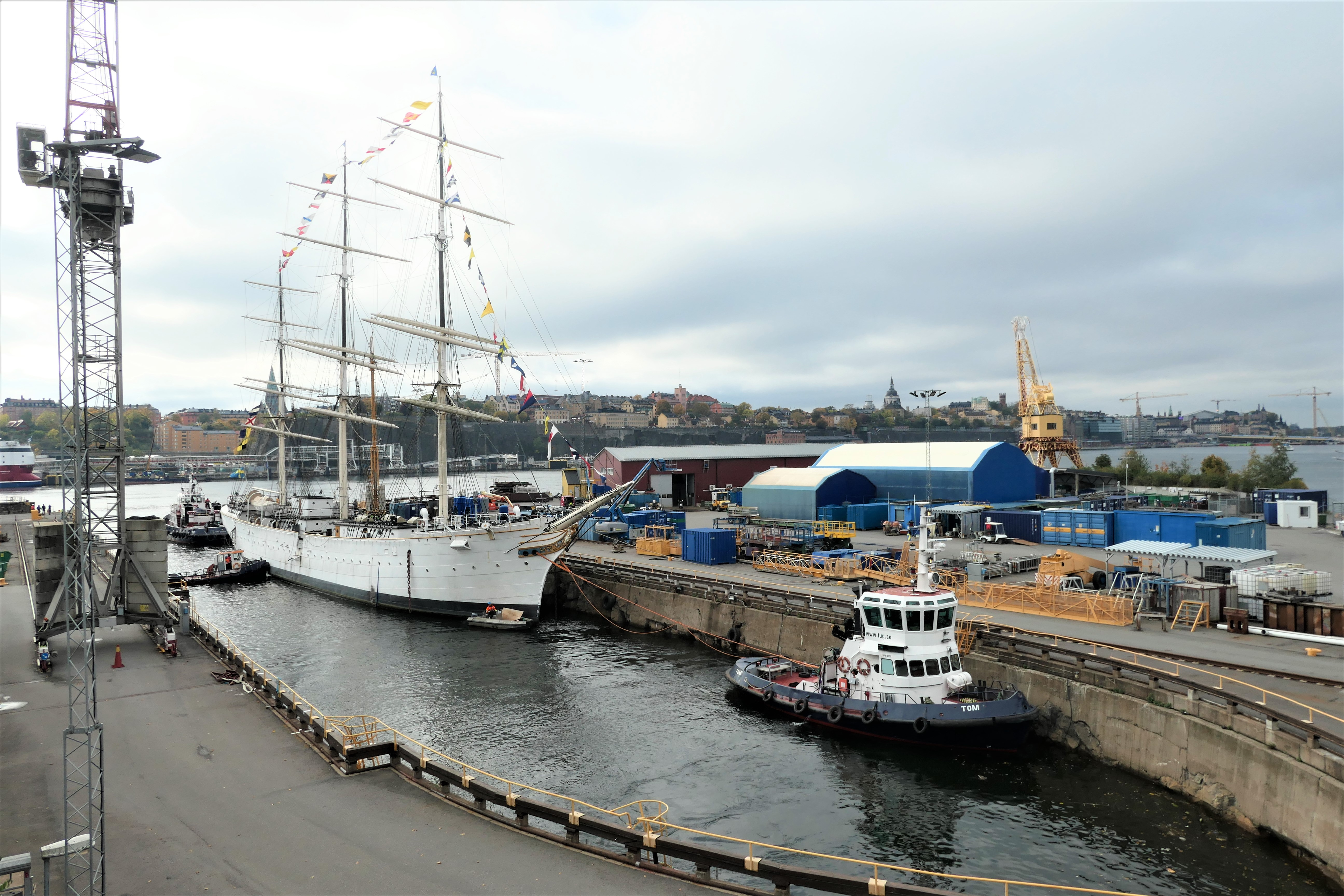
Bogserbåten Tom inne i GV-dockan med fullriggaren af Chapman i oktober 2021

Tom är en  bogserbåt som byggdes 1968 vid  Wärtsilä i Helsingfors. Fartyget såldes  år 2003 till Marin & Haverikonsult i Stockholm.  Sedan april 2013 är företagets bogserbåtar stationerade i Svindersviken nedanför Gäddviken.

## Historik
Tom hette i början  Dockan  och lär ha byggts som elevarbete vid Wärtsilävarvets svetsskola för Oy Wärtsilä AB i Helsingfors. Namnet  Dockan  var tydligen av provisorisk karaktär och ändrades snart till Jelppari.  År 1974 förvärvades hon av Kristianstads kommun i Åhus och döptes om till Lillö. I maj 2003 såldes Lillö till Marin & Haverikonsult, som genomförde en större ombyggnad och kallade henne Tom. Efter att ha legat några år i Hammarbyhamnen flyttades hon 2013 tillsammans med sina systerfartyg till Svindersviken, nedanför Operans/Dramatens dekorateljéer.

## Skeppsdata
- Material skrov: Stål

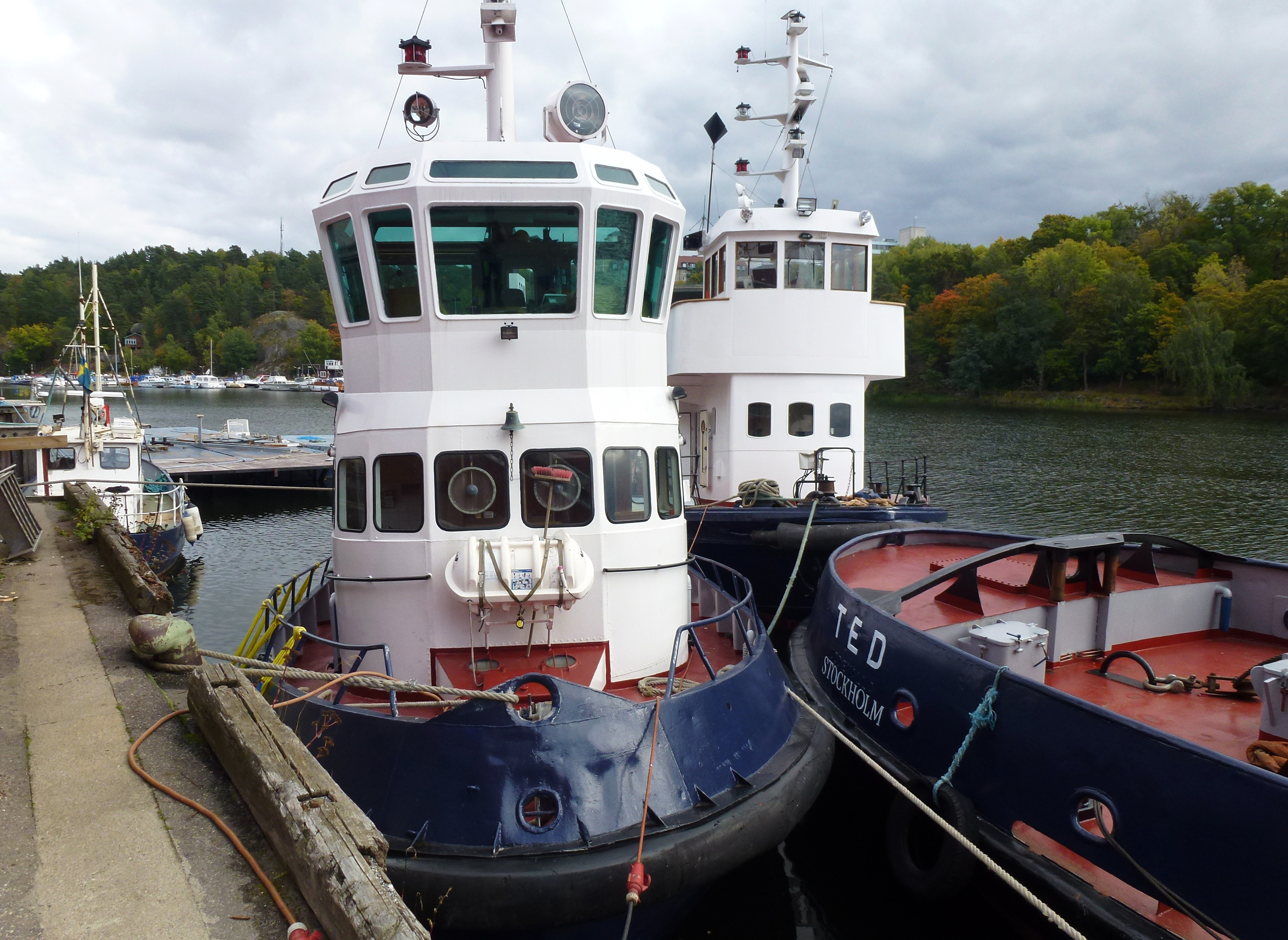
Tom (t.v.) med Leif och Ted.

- Mått (längd x bredd): 16,8 x 5,64 meter
- Maskin:  1 x Hyundai SeasAll L600, 600 hk (441 kW)
- Dragkraft: 6,5 ton